# Реттерзен
Реттерзен (нім. Rettersen) — громада в Німеччині, розташована в землі Рейнланд-Пфальц. Входить до складу району Альтенкірхен. Складова частина об'єднання громад Альтенкірхен.
Площа — 3,21 км2. Населення становить 363 ос. (станом на 31 грудня 2020).